# Laura van der Winkel
Laura van der Winkel (15 de noviembre de 2001) es una deportista neerlandesa que compite en tiro con arco, en la modalidad de arco recurvo. Ganó dos medallas en el Campeonato Europeo de Tiro con Arco al Aire Libre de 2024, plata en la prueba por equipo y bronce en el equipo mixto.

## Palmarés internacional
| Campeonato Europeo al Aire Libre | Campeonato Europeo al Aire Libre | Campeonato Europeo al Aire Libre | Campeonato Europeo al Aire Libre |
| Año                              | Lugar                            | Medalla                          | Prueba                           |
| -------------------------------- | -------------------------------- | -------------------------------- | -------------------------------- |
| 2024                             | Essen (Alemania)                 | Medalla de plata                 | Equipo                           |
| 2024                             | Essen (Alemania)                 | Medalla de bronce                | Equipo mixto                     |